# Callichroma seiunctum
Callichroma seiunctum là một loài bọ cánh cứng trong họ Cerambycidae.